# ان‌جی‌سی ۶۰۰۰
ان‌جی‌سی ۶۰۰۰ (انگلیسی: NGC 6000) نام یک کهکشان مارپیچی میله‌ای است.